# Taisei Takase
Taisei Takase (japanisch 髙瀨 太聖 Takase Taisei; * 8. Februar 2003 in Imabari, Präfektur Ehime) ist ein japanischer Fußballspieler.

## Karriere
Taisei Takase erlernte das Fußballspielen in den Schulmannschaften der Imabari City Secundary School North, in der Hiyoshi Jr High School sowie in der Imabari Higashi Chutokyoiku High School. Seinen ersten Profivertrag unterschrieb er am 1. Februar 2021 beim FC Imabari. Der Verein aus Imabari, einer Stadt in der Präfektur Ehime, spielte in der dritten japanischen Liga, der J3 League. Sein Drittligadebüt gab Taisei Takase am 14. März 2021 (1. Spieltag) im Heimspiel gegen Roasso Kumamoto. Hier wurde er in der 90. Minute für Takuya Shimamura eingewechselt. Am Ende der Saison 2024 wurde er mit Imabari Vizemeister der dritten Liga und stieg somit in die zweite Liga auf. Nach dem Aufstieg verließ er den Verein und schloss sich im Januar 2025 dem Viertligisten MinebeaMitsumi FC an.

## Erfolge
FC Imabari
- Japanischer Drittligavizemeister: 2024  ▲